# Arachnoparmena zaitzevi
Arachnoparmena zaitzevi – gatunek chrząszcza z rodziny kózkowatych i podrodziny zgrzypikowych. Jedyny przedstawiciel rodzaju Arachnoparmena.

## Zasięg występowania
Gatunek ten występuje w Wietnamie.